# Júlio de Vilhena
Júlio Marques de Vilhena GCC • GCNSC (Ferreira do Alentejo, Ferreira do Alentejo, 28 de Julho de 1845 — Lisboa, 27 de Dezembro de 1928), mais conhecido por Júlio de Vilhena, foi um jurista, intelectual, magistrado e político português.

## Biografia
Único filho de Francisco Marques de Barbuda e de sua mulher Maria José de Vilhena, neto paterno de António Pedro Marques de Barbuda e de sua mulher Teresa Aurélia de Carvalho e neto materno de João Rodrigues Nobre de Vilhena (Ferreira do Alentejo, Ferreira do Alentejo, 6 de Março de 1778 - ?) e de sua segunda mulher Luísa Teresa Figueira e primo em segundo grau do 1.º Visconde de Ferreira do Alentejo.
Formou-se e doutorou-se em Direito pela Faculdade de Direito da Universidade de Coimbra no ano de 1871, apresentando como tese a obra intitulda A prova por documentos particulares segundo o Código Civil Português, publicada no ano seguinte. A 14 de Julho de 1872 doutorou-se com a dissertação intitulada Teses selectas de Direito.
Tendo-se dedicado a estudos literários e históricos, escritor, publica em 1873 uma obra intitulada As Raças Históricas da Península Ibérica e sua influência no Direito Português, a qual lhe granjeou amplo reconhecimento no meio intelectual português.
Entre outras funções, foi Deputado, Ministro da Marinha e Ultramar e Ministro da Justiça e dos Negócios Eclesiásticos e 3.º governador do Banco de Portugal (1895-1907). Era membro do Partido Regenerador, de que foi líder e chefe. Foi ainda Conselheiro de Estado e Par do Reino por Carta Régia de D. Carlos I de Portugal de 27 de Fevereiro de 1890, Ministro de Estado Honorário, sócio e presidente da Academia Real das Ciências de Lisboa, diretor do Jornal Económico, d' O Universal e do Diário Popular, juiz conselheiro vogal e presidente do Supremo Tribunal Administrativo e presidente da Liga Naval. Foi, ainda, Grã-Cruz da Real Ordem Militar de Nosso Senhor Jesus Cristo e Grã-Cruz da Real Ordem Militar de Nossa Senhora da Conceição de Vila Viçosa de Portugal, Excelentíssimo Senhor Grã-Cruz da Real e Distinguida Ordem Espanhola de Carlos III e Excelentíssimo Senhor Grã-Cruz da Ordem do Mérito Naval de Espanha, Grã-Cruz da Ordem de Leopoldo I da Bélgica, Grã-Cruz da Ordem da Estrela Polar da Suécia, Grã-Cruz da Ordem de Santo Alexandre da Bulgária, Grã-Cruz da Ordem de Santa Catarina da Rússia, etc.

## Casamento e descendência
Casou em 1872 com Maria da Piedade Leite Pereira Jardim (8 de Novembro de 1848 - ?), filha de Manuel dos Santos Pereira Jardim, 1.º Visconde de Monte São, então lente de Filosofia na Universidade de Coimbra, e irmã do 1.º Conde de Valenças, tendo deste casamento resultado quatro filhos e duas filhas: 
- João Jardim de Vilhena (Coimbra, 7 de Julho de 1873 - Lisboa)
- Ernesto Jardim de Vilhena (Ferreira do Alentejo, Ferreira do Alentejo, 4 de Junho de 1876 - Lisboa, 14 de Fevereiro de 1867)
- Júlio Jardim de Vilhena (23 de Janeiro de 1878 - Lisboa, 8 de Março de 1964), Oficial da Armada, casado com Gabriela Munró dos Anjos (Lisboa, 1880 - Lisboa, 1952), prima-sobrinha do 1.º Conde de Fontalva, da qual teve uma filha e um filho: 
  - Maria da Nazaré dos Anjos de Vilhena (Sintra, Santa Maria e São Miguel, 14 de Setembro de 1905 - ?), casada em Lisboa, São Sebastião da Pedreira, Laranjeiras, a 22 de Dezembro de 1929 com João Cid dos Santos (Lisboa, 5 de Agosto de 1907 - Lisboa, 4 de Novembro de 1975), bisneto do 1.º Barão de São Clemente, que em Monarquia seria Representante do Título, de ascendência Alemã pela avó materna, com geração
  - Rodrigo dos Anjos de Vilhena (Sintra, Santa Maria e São Miguel, 7 de Agosto de 1912 - ?), casado primeira vez em Lisboa em 1933 com Maria Henriqueta Loureiro dos Santos (Lisboa, São Domingos de Benfica, 23 de Setembro de 1918 - ?), filha de Manuel Bernardino dos Santos, despachante da Alfândega de Lisboa, e de sua mulher Maria Ana Claro Loureiro, divorciados, da qual teve uma filha, e casado segunda vez com Maria José de Carvalho Daun e Lorena de Ornelas Bruges de Oliveira (Lisboa, São José, 12 de Setembro de 1926 - ?), neta paterna de António Alves de Oliveira, sobrinha-bisneta do 1.º Visconde de Chanceleiros, trineta do 1.º Barão de Chanceleiros, trineta do 2.º Barão de Almeida e 1.º Visconde de Almeida, tetraneta do 1.º Barão de Alenquer, trineta do 2.º Conde da Praia da Vitória e 2.º Visconde de Bruges e bisneta do 5.º Marquês de Pombal de Juro e Herdade e 6.º Conde de Oeiras de Juro e Herdade, com geração
- Henrique Jardim de Vilhena (Lisboa, Mártires, 13 de Março de 1879 - Lisboa, 15 de Abril de 1958)
- Maria Luísa Jardim de Vilhena (Lisboa, 1880 - Lisboa, 1904), casada com o Dr. Abel Augusto da Cunha de Abreu Brandão (1 de Junho de 1876 - 24 de Junho de 1937), Advogado, sem geração
- Maria José Jardim de Vilhena (Lisboa, 1881 - Lisboa, 1899)